# Marcello Masciocchi
Marcello Masciocchi (...) è un direttore della fotografia italiano.

## Biografia
Direttore della fotografia, ha preso parte a una sessantina di film tra gli anni '60 e i primi '90.
È noto per aver partecipato, tra gli altri, a No il caso è felicemente risolto (1973), Il grande racket (1976), Messalina, Messalina! (1977) e Il mondo di Yor (1983).
Tra le sue collaborazioni vanno ricordate quelle con i registi Sergio Sollima nella miniserie TV Sandokan, Bruno Corbucci nella saga di film interpretati da Tomas Milian nei panni dell'ispettore Nico Giraldi. Ha lavorato con il regista Giuseppe Colizzi nei primi film western all`italiana contribuendo al successo della mitica coppia Bud Spencer e Terence Hill.

## Filmografia
- Space men, regia di  Antonio Margheriti (1960)
- La spada dell'Islam, regia di Enrico Bomba (1961)
- Il pianeta degli uomini spenti, regia di  Antonio Margheriti (1961)
- Gerarchi si muore, regia di Giorgio Simonelli (1962)
- Marte, dio della guerra, regia di Marcello Baldi (1962)
- Giacobbe, l'uomo che lottò con Dio, regia di Marcello Baldi (1963)
- I terribili 7, regia di Raffaello Matarazzo (1963)
- Saul e David, regia di Marcello Baldi (1964)
- I grandi condottieri, regia di Marcello Baldi e Francisco Pérez-Dolz (1965)
- Agente S03 operazione Atlantide, regia di Domenico Paolella (1965)
- 30 Winchester per El Diablo, regia di Gianfranco Baldanello (1965)
- Cristo in India, regia di Rinaldo Dal Fabbro (1965)
- La lama nel corpo, regia di Elio Scardamaglia (1966)
- Uccidete Johnny Ringo, regia di Gianfranco Baldanello (1966)
- Un dollaro tra i denti, regia di Luigi Vanzi (1967)
- L'occhio selvaggio, regia di Paolo Cavara (1967)
- Un uomo, un cavallo, una pistola, regia di Luigi Vanzi (1967)
- Il dolce corpo di Deborah, regia di Romolo Guerrieri (1968)
- I quattro dell'Ave Maria, regia di Giuseppe Colizzi (1968)
- Inghilterra nuda, regia di Vittorio De Sisti (1969)
- Ecce Homo - I sopravvissuti, regia di Bruno Gaburro (1969)
- La collina degli stivali, regia di Giuseppe Colizzi (1969)
- E continuavano a chiamarlo figlio di..., regia di Rafael Romero Marchent (1969)
- I bambini e noi - serie TV, regia di  Luigi Comencini (1970)
- W Django!, regia di Edoardo Mulargia (1971)
- Tarzan e la pantera nera, regia di Santiago Moncada (1972)
- Al tropico del cancro, regia di Giampaolo Lomi ed Edoardo Mulargia (1972)
- ...più forte ragazzi!, regia di Giuseppe Colizzi (1972)
- No il caso è felicemente risolto, regia di Vittorio Salerno (1973)
- Anna, quel particolare piacere, regia di Giuliano Carnimeo (1973)
- La rosa rossa, regia di Pier Antonio Quarantotti Gambini (1974)
- Arrivano Joe e Margherito, regia di Giuseppe Colizzi (1974)
- Piedino il questurino, regia di Franco Lo Cascio (1974)
- Anche gli angeli tirano di destro, regia di E.B. Clucher (1974)
- Le scarpette bianche - film TV, regia di Giorgio Pelloni (1974)
- Il vizio ha le calze nere, regia di Tano Cimarosa (1975)
- I baroni, regia di Giampaolo Lomi (1975)
- Sandokan - miniserie TV, regia di Sergio Sollima (1976)
- Il soldato di ventura, regia di Pasquale Festa Campanile (1976)
- Il grande racket, regia di Enzo G. Castellari (1976)
- Squadra antifurto, regia di Bruno Corbucci (1976)
- Ultimo mondo cannibale, regia di Ruggero Deodato (1977)
- La polizia è sconfitta, regia di Domenico Paolella (1977)
- Messalina, Messalina!, regia di Bruno Corbucci (1977)
- Squadra antitruffa, regia di Bruno Corbucci (1977)
- La tigre è ancora viva: Sandokan alla riscossa! - film TV, regia di Sergio Sollima (1977)
- Squadra antimafia, regia di Bruno Corbucci (1978)
- Febbre a 40!, regia di Marius Mattei (1980)
- I ragazzi di celluloide 2 - miniserie TV, 3 episodi, regia di Sergio Sollima (1981)
- La nouvelle malle des Indes - miniserie TV, regia di Christian-Jaque (1981)
- Il tesoro delle quattro corone, regia di Ferdinando Baldi (1983)
- Il mondo di Yor, regia di Antonio Margheriti (1983)
- Legati da tenera amicizi, regia di Alfredo Giannetti (1983)
- Delitto al Blue Gay, regia di Bruno Corbucci (1984)
- Banot, regia di Nadav Levitan (1985)
- Warbus, regia di Ferdinando Baldi (1985)
- Missione finale, regia di  Ferdinando Baldi e Pak Jong-ju (1988)
- Doris una diva del regime- film TV, regia di Alfredo Giannetti (1991)